# Fiddler (software)
Fiddler es un Servidor proxy para depurar código HTTP escrito por Eric Lawrence, exadministrador de programas en el equipo de desarrollo de Internet Explorer en Microsoft.

## Características
Fiddler captura tráfico HTTP y HTTPS y lo registra para que el usuario pueda revisar (esta última mediante la implementación de  intercepción man-in-the-middle utilizando certificados autofirmados).
Fiddler también se puede utilizar para modificar (en inglés "fiddle with") el tráfico HTTP para solucionar problemas mientras se estén enviando o recibiendo.  Por omisión, el tráfico de la pila WinINET HTTP (S) de Microsoft se dirige automáticamente al proxy en tiempo de ejecución, pero cualquier navegador o en aplicación web (y la mayoría de los dispositivos móviles) pueden configurarse para enrutar el tráfico a través de Fiddler.[cita requerida]

## Historia
El 6 de octubre de 2003, Eric Lawrence lanza la versión inicial oficial de Fiddler.
El 12 de septiembre de 2012, Eric Lawrence anuncia que Fiddler fue adquirido por Telerik y que él se unirá a la compañía para trabajar en Fiddler a tiempo completo.

## Lectura adicional
- Lawrence, Eric (2012). Debugging with Fiddler: The complete reference from the creator of the Fiddler Web Debugger (en inglés). ISBN 978-1475024487. Consultado el 1 de agosto de 2015.

- Datos: Q5446696
- Multimedia: Fiddler (software) / Q5446696